# Razorlight
Razorlight es una banda británica de indie rock formado Johnny Borrell luego de que este abandonara The Libertines. Tras un importante cambio de formación, donde Johnny Borrell se mantiene como el único miembro original y un receso indefinido, marcado por la breve carrera en solitario de Borrell junto con Zazou, la banda actualmente se encuentra trabajando en un álbum próximo a salir. 

## Up All Night
La banda se formó en el verano del 2002, pero no fue hasta el 2003 cuando firmaron su primer contrato discográfico, ficharon por Mercury Records.
El 28 de junio de 2004 apareció su disco debut, Up all night, producido por Steve Lillywhite y John Cornfield, llegando a la posición número 3 en el UK album charts. La crítica en general fue buena, recibiendo buenas críticas de Nme, revista Q y Billboard, aunque fueron acusados de falta de imaginación y originalidad por, supuestamente, copiar ideas de sus influencias, como The Strokes.
El grupo alcanzó gran éxito en la escena londinense.La gran demanda obligó al grupo a tocar en demostraciones de suplemento, incluyendo un concierto en Alexandra Palace para más de 7000 personas. El álbum recibió gran publicidad en el Reino Unido. Up All Night es reconocido ahora como uno de los álbumes preeminentes de 2004.
Up All Night fue reeditado en abril de 2005, incluyendo unreleased previamente solo “Somewhere else”, que alcanzó en el número 2.
En julio de 2005, Razorlight actuó en Hyde Park, Londres como parte del Live 8. Sin embargo, la banda perdió credibilidad al no donar la comisión a la caridad, alegando posteriormente que debido a su “estado de novato”, no podían hacer tal comisión. [2]
Razorlight apoyó a Queen junto con Paul Rodgers el 15 de julio, delante de 60.000 personas. Este concierto fue reprogramado después de los atentados de julio de 2005 en Londres. En diciembre del mismo año, telonearon a Oasis, en Cardiff's Millennium Stadium, teloneando más tarde a The Rolling Stones en sus conciertos de Colonia y París.
Durante la Navidad la banda actuó en una demostración íntima en Railway Inn. Fueron teloneados de vez en cuando por Capitán Phoenix, banda del hermano menor de Andy Burrows, Ben.

## Razorlight
Razorlight lanzó su segundo álbum Razorlight el 17 de julio de 2006 en el Reino Unido, alcanzando el número 1 en las listas británicas la semana siguiente. Recibió, de nuevo, críticas positivas, El primer sencillo del álbum, “In the morning”, fue lanzado el 3 de julio de 2006, alcanzando el número 3 en el Uk Single Charts. Hasta la fecha, es su tercer tema más exitoso después de “Somewhere else”, que alcanzó el número 2, y “América”, que alcanzó el primer puesto. También alcanzó el número 2 en la lista de descarga de iTunes. 
Los siguientes singles, Before I Fall To Pieces y I Can’t Stop This Feeling I've got, alcanzaron en las listas británicas 17 y 44 posición respectivamente.
Razorlight realizó su gira más larga: desde octubre hasta noviembre de 2006, teloneando a Richard Ashcroft en su concierto de bienvenida en Lancashire County Cricket Club el 17 de junio.
En 2007, Razorlight fue nominado para dos premios BRIT, una para la “mejor banda británica” y la otra para la “mejor canción” por “America”.
El 19 de marzo de 2007, banda fue confirmada para actuar en agosto de 2007 en Reading and Leeds Festivals, actuando en Reading el viernes 24, y en Leeds el sábado 25.
.

## Miembros
- Johnny Borrell - Cantante, Guitarra
- Gus Robertson - Guitarra
- Freddie Stitz - Bajo
- David 'Skully' Sullivan-Kaplan - Batería

## Antiguos miembros
- Christian Smith Pancorvo - Batería
- Andy Burrows - Batería
- Björn Ågren - Guitarra
- Carl Dalemo - Bajo

## Álbumes
- 2004 Up All Night #3 UK (2x Platino)
- 2006 Razorlight #1 UK (4x Platinum), #180 US
- 2008 Slipway fires

## Singles
- Rock 'N' Roll Lies (2003)
- Rip It Up (2003)
- Stumble & Fall (2004)
- Golden Touch (2004)
- Vice (2004)
- Rip It Up (relanzamiento) (2003)
- Somewhere Else (2005)
- In the Morning (2006)
- America (2006)
- Before i fall to pieces (2006)
- I can't stop this feeling I've got (2007)
- Wire to Wire (2008)
- Hostage of Love (2009)
- Carry Yourself (2018)